# Almudévar
Almudévar település Spanyolországban, Huesca tartományban. Almudévar Chimillas, Gurrea de Gállego, Lupiñén-Ortilla, La Sotonera, Tardienta, Vicién, Alcalá de Gurrea, Huesca, Sangarrén és Leciñena községekkel határos. Lakosainak száma 2437 fő (2024).

## Népesség
A település lakosságának változását az alábbi diagram mutatja:
| Lakosok száma | 2327 | 2377 | 2381 | 2552 | 2560 | 2519 | 2472 | 2379 | 2412 | 2437 |
|               | 2001 | 2004 | 2006 | 2009 | 2011 | 2014 | 2016 | 2019 | 2021 | 2024 |